# Henri Pauwels (conservator)
Henri Antoine Celine Pauwels (Kortrijk, 2 december 1923 - Gent, 1 april 2010) was een Belgisch kunsthistoricus en museumconservator.

## Levensloop
Pauwels volbracht zijn humaniorastudies in het Sint-Amandscollege in Kortrijk en studeerde in 1942-44 binnenhuisarchitectuur aan de Sint-Lucasschool in Gent. In 1944 opende de faculteit wijsbegeerte en letteren van de Rijksuniversiteit Gent opnieuw haar deuren en begon hij aan de studies kunstgeschiedenis en oudheidkunde. Hij werd in 1948 licentiaat en promoveerde in 1950 tot doctor in de oudheidkunde en kunstgeschiedenis met een proefschrift over De ontwikkeling van de gevelarchitectuur in Gent tot het einde van de 18de eeuw.
Hij werd assistent aan de Gentse universiteit (1948-1956) en toen hij mocht verwachten in 1956 zijn leermeester, professor Domien Roggen (1886-1968) op te volgen, werd hij om politieke redenen (schoolstrijd) niet benoemd en verliet hij de universiteit.
Voorlopig werkte hij als attaché bij de Stedelijke Musea in Brugge, als gevolg van een vriendschap, die levenslang zou duren, met hoofdconservator Aquilin Janssens de Bisthoven. Hij was ook tijdelijk navorser bij het Nationaal Fonds voor Wetenschappelijk Onderzoek (1958-1959). Vanaf 1959 begon zijn loopbaan eerst aan de Koninklijke Musea voor Kunst en Geschiedenis (Jubelpark) te Brussel en vervolgens aan de Koninklijke Musea voor Schone Kunsten van België in Brussel, als attaché (1959-1963), vervolgens als conservator (1963-1985) en hoofdconservator (1985-1989).
Een belangrijke onderneming die hij aanpakte was de heruitgave van een aantal volumes van het magnum opus van Max Friedländer (1867-1958), gewijd aan de Vlaamse Primitieven, onder de titel Early Netherlandisch Painting. Hij bezorgde de heruitgave van de volumes VII (1971), VIII en IXa (1972), XI (1974), XII (1975), XIII en XIV (1976).

## Lidmaatschappen
Pauwels was lid van:
- de Koninklijke Vlaamse Academie van België voor Wetenschappen en Kunsten, waarvan hij voorzitter was in 1981
- de Koninklijke Commissie voor Monumenten en Landschappen, waarvan hij ondervoorzitter was
- het Studiecentrum voor de 15de-eeuwse schilderkunst in de Zuidelijke Nederlanden en het Prinsbisdom Luik
- het Nationaal Centrum voor Navorsing van de Vlaamse Primitieven en de 15de-eeuwse schilderkunst, Brussel (in 1989: voorzitter)
- de Koninklijke Academie voor Oudheidkunde van België
- het bestuur van het Fonds Cultureel Roerend Erfgoed (Koning Boudewijnstichting)

## Familiegegevens
Pauwels was getrouwd met Violette de Cuyper (°1923). Ze hadden een zoon, de bekende astronoom Thierry Pauwels en een dochter en gingen wonen in De Pinte.
Hij was de kleinzoon van de neogotische beeldhouwer Petrus Pauwels (1852-1896) en de zoon van Pierre Pauwels (1887-1969) die antiquair en meubelrestaurateur was in Kortrijk en directeur van de Stedelijke Academie voor teken- en schilderkunst in Doornik, en van Marguerite Croquison (1881-1947). Langs zijn moeder was hij de achterneef van de bekende Kortrijkse architect Pierre-Nicolas Croquison (1806-1887).
Zijn broer Pierre Pauwels (1913-2004) was architect-restaurateur en was onder meer een van de architecten bij de heropbouw van de Hallen in Ieper. Zijn broer Aimé was ingenieur en werd conservator van het Stedelijk Museum in Kortrijk.
Pauwels was Grootofficier in de Leopoldsorde en titularis van heel wat Belgische en buitenlandse onderscheidingen.

## Publicaties

### Catalogi
- Justus van Gent, Pedro Berruguete en het Hof van Urbino, Gent, 1957
- (samen met P. Vandamme, Elisa Bermejo, Diego Angulo Iñiguez, A. Janssens de Bisthoven), Vlaamse kunst uit Spaans bezit, Brugge, 1958 en Arte Flamenco en las Colleciones Espagñoles, Madrid, 1958
- Schilderijen geschonken door de Vrienden van de Musea (1903-1914), Brugge, 1959
- (samen met Egied I. Strubbe), Catalogus van het Groeningemuseum, Stedelijk Museum voor Schone Kunsten Brugge, 1960
- (samen met P. Vandamme, Jozef Duverger, E. P. Richardson, D. Roggen, De eeuw der Vlaamse Primitieven, Brugge, 1960.
- (samen met Charles Terlinden), Het Gulden Vlies: 5 eeuwen kunst en geschiedenis, Brugge, 1962
- De eeuw van Bruegel, Brussel, 1963
- (samen met Sadja Jacob Herzog en Hans Rudolf Hoetink), Jan Gossaert, genaamd Mabuse, Groeningemuseum, Brugge, 1965.
- De eeuw van Rubens, Brussel, 1965
- De Anonieme Vlaamse Primitieven, Brugge, 1969
- Inventariscatalogus van de oude schilderkunst, Koninklijke Musea voor Schone Kunsten, Departement Oude Kunst, Brussel, 1984
- (samen met Françoise Roberts-Jones-Popelier), Laurent Delvaux, Jacob de Wit, Brussel, 1968
- * De eerste groep van Sint-Martens-Latem 1899-1914, Koninklijke Musea voor Schone Kunsten, Brussel, 1988

### Andere publicaties
- De schoorstenen van het stadhuis te Gent, Gent, Stadsbestuur, 1952
- Steekproeven in de Romaanse kerk te Rekkem, in: Handelingen van het Genootschap voor Geschiedenis te Brugge, 1955.
- (als dir.), Miscellanea Prof. Dr. D. Roggen, Antwerpen, De Sikkel, 1957.
- Naar aanleiding van een gravure van Quinten Metsys, in: De Gulden Passer, 1975, blz. 248-262
- Schenking dokter en mevrouw Frans Heulens-Van der Meiren: Koninklijke Musea voor Schone Kunsten van België, Departement Oude Kunst - Donation docteur et madame Frans Heulens-Van der Meiren: Musées royaux des Beaux-Arts de Belgique, Département Art Ancien, Brussel, 1988
- Académie Royale des Beaux-Arts de Bruxelles: 275 ans d'enseignement - 275 jaar onderwijs aan de Koninklijke Academie voor Schone Kunsten van Brussel, Brussel, 1987
- Koninklijke Musea voor Schone Kunsten van België: Museum voor Oude Kunst, Brussel, 1987
- Dirk Bouts' Laatste Avondmaal, een belangrijk keerpunt in de evolutie van de perspectief in de schilderkunst van de Nederlanden, in: Dirk Bouts, een Vlaams primitief te Leuven, Leuven, 1998, pp. 71–95.